# Irakiska inbördeskriget (2006-2008)
Det irakiska inbördeskriget var ett inbördeskrig som huvudsakligen utkämpades mellan den irakiska regeringen tillsammans med amerikanskledda koalitionsstyrkor och olika sekteristiska väpnade grupper, främst Al Qaida i Irak och Mahdi-armén, från 2006 till 2008. I februari 2006 eskalerade sekteristiska spänningar i Irak till ett fullskaligt inbördeskrig efter bombningen av Al-Askari-moskén av den sunnitiska organisationen Al-Qaida i Irak. Detta satte igång en våg av repressalier från shiamilitanter på sunnitiska civila.